# Baltic Cup (hokej na lodzie)
Baltic Cup (Puchar Bałtycki) – dawna liga hokejowa na lodzie, w której uczestniczyły drużyny z Litwy, Łotwy, Estonii i Polski. Jedyna edycja odbyła się w sezonie 2004/2005. W sezonie 2001/2002 rozgrywano także Baltic League, w którym uczestniczyły drużyny z trzech pierwszych krajów.

## Sezon 2004/2005
W jedynej edycji rozgrywek, w sezonie 2004/2005 udział wzięły pojedyncze, wybrane drużyny z czterech państw: SC Energija (Litwa), ASK/Ogre (Łotwa), Stoczniowiec Gdańsk (Polska) i reprezentacja Estonii. W ramach rozgrywek rozegrano cztery turnieje: w Tallinnie (27-29 sierpnia 2004), Elektrenach (5-7 listopada 2004), Gdańsku (17-19 grudnia 2004) i w Ogre (5-7 lutego 2005). Były one toczone w systemie kołowym. Cały Turniej wygrał drużyna Stoczniowca Gdańsk zdobywając 31 punktów. Drugie miejsce zajęli ASK/Ogre (18 pkt.), trzecie SC Energija (18 pkt.), a czwarte Estonia (4 pkt.).
| Lp. | Drużyna             | M  | Z  | R | P  | Bramki | +/–  | Pkt |
| --- | ------------------- | -- | -- | - | -- | ------ | ---- | --- |
| 1.  | Stoczniowiec Gdańsk | 12 | 10 | 1 | 1  | 63:27  | + 36 | 31  |
| 2.  | ASK/Ogre            | 12 | 6  | 1 | 5  | 44:38  | +6   | 18  |
| 3.  | SC Energija         | 12 | 5  | 1 | 6  | 48:58  | -10  | 18  |
| 4.  | Estonia             | 12 | 1  | 1 | 11 | 25:57  | -32  | 4   |

### Szczegóły

#### Turniej w Tallinnie
|  | ASK/Ogre | 0-6 | Stoczniowiec Gdańsk |  |

| Szczegóły | Szczegóły | Szczegóły | Szczegóły | Szczegóły |
| --------- | --------- | --------- | --------- | --------- |
|           |           |           |           |           |

|  | Estonia | 2-2 | SC Energija |  |

| Szczegóły | Szczegóły | Szczegóły | Szczegóły | Szczegóły |
| --------- | --------- | --------- | --------- | --------- |
|           |           |           |           |           |

|  | Estonia | 1-3 | Stoczniowiec Gdańsk |  |

| Szczegóły | Szczegóły | Szczegóły | Szczegóły | Szczegóły |
| --------- | --------- | --------- | --------- | --------- |
|           |           | 1-3       |           |           |

|  | SC Energija | 4-3 | ASK/Ogre |  |

| Szczegóły | Szczegóły | Szczegóły | Szczegóły | Szczegóły |
| --------- | --------- | --------- | --------- | --------- |
|           |           |           |           |           |

|  | SC Energija | 4-6 | Stoczniowiec Gdańsk |  |

| Szczegóły | Szczegóły | Szczegóły | Szczegóły | Szczegóły |
| --------- | --------- | --------- | --------- | --------- |
|           |           |           |           |           |

|  | Estonia | 2-3 | ASK/Ogre |  |

| Szczegóły | Szczegóły | Szczegóły | Szczegóły | Szczegóły |
| --------- | --------- | --------- | --------- | --------- |
|           |           |           |           |           |

#### Turniej w Elektrenach
|  | ASK/Ogre | 3-2 | Estonia |  |

| Szczegóły | Szczegóły | Szczegóły | Szczegóły | Szczegóły |
| --------- | --------- | --------- | --------- | --------- |
|           |           |           |           |           |

|  | SC Energija | 4-11 | Stoczniowiec Gdańsk |  |

| Szczegóły | Szczegóły | Szczegóły | Szczegóły | Szczegóły |
| --------- | --------- | --------- | --------- | --------- |
|           |           |           |           |           |

|  | Stoczniowiec Gdańsk | 2-2 | ASK/Ogre |  |

| Szczegóły | Szczegóły | Szczegóły | Szczegóły | Szczegóły |
| --------- | --------- | --------- | --------- | --------- |
|           |           |           |           |           |

|  | SC Energija | 4-1 | Estonia |  |

| Szczegóły | Szczegóły | Szczegóły | Szczegóły | Szczegóły |
| --------- | --------- | --------- | --------- | --------- |
|           |           |           |           |           |

|  | Estonia | 2-4 | Stoczniowiec Gdańsk |  |

| Szczegóły | Szczegóły | Szczegóły | Szczegóły | Szczegóły |
| --------- | --------- | --------- | --------- | --------- |
|           |           |           |           |           |

|  | SC Energija | 6-2 | ASK/Ogre |  |

| Szczegóły | Szczegóły | Szczegóły | Szczegóły | Szczegóły |
| --------- | --------- | --------- | --------- | --------- |
|           |           |           |           |           |

#### Turniej w Gdańsku
|  | SC Energija | 4-3 | ASK/Ogre |  |

| Szczegóły | Szczegóły | Szczegóły | Szczegóły | Szczegóły |
| --------- | --------- | --------- | --------- | --------- |
|           |           |           |           |           |

|  | Stoczniowiec Gdańsk | 6-2 | Estonia |  |

| Szczegóły | Szczegóły | Szczegóły | Szczegóły | Szczegóły |
| --------- | --------- | --------- | --------- | --------- |
|           |           |           |           |           |

|  | Estonia | 1-4 | SC Energija |  |

| Szczegóły | Szczegóły | Szczegóły | Szczegóły | Szczegóły |
| --------- | --------- | --------- | --------- | --------- |
|           |           |           |           |           |

|  | Stoczniowiec Gdańsk | 5-1 | ASK/Ogre |  |

| Szczegóły | Szczegóły | Szczegóły | Szczegóły | Szczegóły |
| --------- | --------- | --------- | --------- | --------- |
|           |           |           |           |           |

|  | ASK/Ogre | 11-2 | Estonia |  |

| Szczegóły | Szczegóły | Szczegóły | Szczegóły | Szczegóły |
| --------- | --------- | --------- | --------- | --------- |
|           |           |           |           |           |

|  | Stoczniowiec Gdańsk | 5-2 | SC Energija |  |

| Szczegóły | Szczegóły | Szczegóły | Szczegóły | Szczegóły |
| --------- | --------- | --------- | --------- | --------- |
|           |           |           |           |           |

#### Turniej w Ogre
|  | Stoczniowiec Gdańsk | 8-2 | Estonia |  |

| Szczegóły | Szczegóły | Szczegóły | Szczegóły | Szczegóły |
| --------- | --------- | --------- | --------- | --------- |
|           |           |           |           |           |

|  | ASK/Ogre | 11-3 | SC Energija |  |

| Szczegóły | Szczegóły | Szczegóły | Szczegóły | Szczegóły |
| --------- | --------- | --------- | --------- | --------- |
|           |           |           |           |           |

|  | Stoczniowiec Gdańsk | 6-5 | SC Energija |  |

| Szczegóły | Szczegóły | Szczegóły | Szczegóły | Szczegóły |
| --------- | --------- | --------- | --------- | --------- |
|           |           |           |           |           |

|  | ASK/Ogre | 3-1 | Estonia |  |

| Szczegóły | Szczegóły | Szczegóły | Szczegóły | Szczegóły |
| --------- | --------- | --------- | --------- | --------- |
|           |           |           |           |           |

|  | SC Energija | 6-7 | Estonia |  |

| Szczegóły | Szczegóły | Szczegóły | Szczegóły | Szczegóły |
| --------- | --------- | --------- | --------- | --------- |
|           |           |           |           |           |

|  | ASK/Ogre | 2-1 | Stoczniowiec Gdańsk |  |

| Szczegóły | Szczegóły | Szczegóły | Szczegóły | Szczegóły |
| --------- | --------- | --------- | --------- | --------- |
|           |           |           |           |           |